# Ia Ake
Ia Ake là một xã cũ thuộc huyện Phú Thiện, tỉnh Gia Lai, Việt Nam.

## Địa lý
Xã Ia Ake có diện tích 31,63 km², dân số năm 2006 là 5.331 người, mật độ dân số đạt 169 người/km². Xã có 7 dân tộc cùng sinh sống gồm: Kinh, Gia Rai, Ba Na, Tày, Nùng, Thái, Cao Lan.
- Phía Đông giáp xã Ia Sol và thị trấn Phú Thiện
- Phía Tây giáp xã Ayun Hạ và thị trấn Nhơn Hoà (Chư Pưh)
- Phía Nam giáp Ia Sol
- Phía Bắc giáp Chư A Thai

## Lịch sử
Theo Nghị định 98/2006/NĐ-CP ngày 15 tháng 9 năm 2006 của Chính phủ, chia tách một phần diện tích xã Ia Ke thành xã Ayun Hạ.
Theo Nghị quyết số 1664/NQ-UBTVQH15 ra tháng 6 năm 2025, sáp nhập tỉnh Bình Định vào tỉnh Gia Lai. Giải thể huyện Phú Thiện, sáp nhập 3 các xã của huyện: Chư A Thai, xã Ayun Hạ và xã Ia Ake thành xã Chư A Thai.

## Hành chính
Xã có 08 thôn làng: thôn Nam Hà, Tân Điệp 1, Plei Glung Mơ Lan, Plei Gung B, Plei Tăng B, Plei tăng A, plei Lôk, Plei Mun Măk.